# Piramidalnaya Hill
Der Piramidalnaya Hill (englisch; russisch Скопа Пирамидалия Skopa Pirimidalnaja, deutsch ‚Pyramidenhügel‘) ist ein 158 m hoher und felsiger Hügel an der Knoxküste des ostantarktischen Wilkeslands. Er ragt in den Bunger Hills auf.
Wissenschaftler einer Sowjetischen Antarktisexpedition kartierten und benannten ihn 1956. Das Antarctic Names Committee of Australia übertrug diese Benennung 1989 ins Englische.